# باکالی (شهرستان بورایفسکی، باشقیرستان)
باکالی (انگلیسی: Bakaly, Burayevsky District, Republic of Bashkortostan) یک شهرک در شهرستان بورایفسکی باشقیرستان کشور روسیه است.